# 이봉구 (독립운동가)
이봉구(李鳳九, 1897∼미상)는 한국의 독립운동가이다. 1910년대 일제의 무단통치와 폭압에 항거해 일본인 순사를 처단하고 고된 옥살이를 했다. 2019년 8.15에 건국훈장 독립장이 추서됐다.

## 생애
이봉구 선생은 1919년 4월 독립만세운동에 앞장섰다가 체포돼 징역 12년의 중형을 선고받았다.
당시 그는 시위 군중과 함께 장안면·우정면 사무소, 우정면 화수리 경관주재소 등을 공격하는 데 앞장섰고, 특히 일본인 순사를 처단하기도 했다.
그의 이 같은 활동은 무단통치 시대로 일컬어지는 1910년대 일제의 폭압에 가장 격렬하게 투쟁한 사례 중 하나로 평가받는다. 2019년 8.15에 건국훈장 독립장이 추서됐다.
3.1운동에 참여하고도 독립운동 유공자로 인정받지 못한 화성 출신 독립운동가 이봉구 선생은 체포관련 신문기사, 판결문 등이 이번 미포상 독립운동가 전수조사를 통해 발굴되면서 서훈심사 요청을 할 수 있게 됐다.